# José Masa
José Masa Díaz (Alía, 1952) es un político español, miembro de Izquierda Unida y alcalde de Rivas-Vaciamadrid entre 2003 y 2014.

## Biografía
Nacido en 1952 en Alía, provincia de Cáceres, en el seno de una familia de agricultores, en 1963 se trasladó a Madrid para estudiar tras la marcha de sus padres a los Países Bajos como emigrantes. Tras la enseñanza secundaria curso estudios de Magisterio también en la capital. En esos años inició sus primeros contactos con la militancia política y el Partido Comunista de España (PCE), aún en tiempos de clandestinidad.
Su primer destino como maestro fue en el distrito madrileño de San Blas. También ha ejercido la docencia en el municipio de Majadahonda —donde obtuvo por primera vez un acta de concejal, por el PCE—, en los barrios de Villa de Vallecas y Santa Eugenia de Madrid y en el Colegio Público John Lennon de Fuenlabrada. Finalmente, en 1986, llega a Rivas-Vaciamadrid para encargarse de la dirección del Colegio Público El Olivar, cargo que ocupó durante siete años repartidos en dos períodos distintos. Fijó su residencia en Rivas y ya en las elecciones de 1991 obtuvo un acta de concejal por Izquierda Unida (IU), aunque a los pocos meses dimitió. En elecciones de 1995 volvió a obtener con IU un escaño en la corporación municipal, siendo su mayor logro político como gestor municipal entre ese año y 2003 reconducir, como concejal de Hacienda, un ayuntamiento endeudado y un pueblo paralizado hacia el desastre  financiero. En las elecciones de 2003 encabezó la candidatura de Izquierda Unida y fue elegido alcalde de Rivas-Vaciamadrid, y reelegido como tal en 2007 con más del 45% de los votos.
Volvió a ser elegido candidato a la alcaldía de Rivas-Vaciamadrid en las elecciones de 2011 en las que la lista de Izquierda Unida de Rivas obtuvo la mayoría absoluta; trece concejales de los veinticinco que formaron la corporación municipal, el mayor grupo municipal de IU en toda España.
Masa, que en 2012 abandonó la dirección local de IU, presentó su dimisión el 12 de mayo de 2014 como alcalde y al acta de concejal, tras la crisis abierta en la agrupación local de Izquierda Unida de Rivas-Vaciamadrid.